# شون كين
شون كين (بالإنجليزية: Sean Cain)‏ هو مونتير ومخرج أمريكي، ولد في 31 أغسطس 1970 في كونكورد في الولايات المتحدة.

## وصلات خارجية
- الموقع الرسمي
- شون كين على موقع IMDb (الإنجليزية)
- شون كين على موقع ألو سيني (الفرنسية)
- شون كين على موقع أول موفي (الإنجليزية)
- شون كين على موقع قاعدة بيانات الفيلم (الإنجليزية)
- شون كين على موقع كينوبويسك (الروسية)